# 캔디 덜퍼
캔디 덜퍼(Candy Dulfer, 1969년 9월 19일 ~ )는 네덜란드의 색소포니스트, 가수이다. 6살 때부터 색소폰 연주를 시작했다.

## 음반 목록

### 정규
- 《Saxuality》 (1990)
- 《Sax-a-Go-Go》 (1993)
- 《Big Girl》 (1995)
- 《For the Love of You》 (1997)
- 《Girls Night Out》 (1999)
- 《What Does It Take》  (1999)
- 《Dulfer Dulfer》 (2002)
- 《Right in My Soul》 (2003)
- 《Candy Store 》 (2007)
- 《Funked Up & Chilled Out》 (2009)
- 《Crazy》 (2011)
- 《Together》 (2017)

## 저서
SAX, CANDY & ROCK-‘N-ROLL